# Tomyris
Tomyris (parfois Thomyris, langues iraniennes orientales, Tahmirih « Brave » ou Tomris Hatun en turc) est une reine des Massagètes, célèbre pour avoir mis fin au règne de Cyrus le Grand. Elle est considérée comme la dernière reine des Amazones. 

## Sources historiques et littéraires du personnage
Selon Hérodote, Cyrus, désireux d'accroître son empire, avait demandé la main de Tomyris, devenue reine des Massagètes à la mort du roi son époux. La reine ayant refusé cette alliance intéressée, Cyrus avait fait avancer son armée.  Tomyris aurait dans un premier temps tenté de régler pacifiquement le conflit, mais Cyrus, mal conseillé par Crésus (« ne serait-ce pas une chose aussi insupportable que honteuse pour Cyrus, fils de Cambyse, de reculer devant une femme ? »), avait décidé d'avoir recours aux armes. Il réussit par la ruse à s'emparer du fils de Tomyris, Spargapises, et de ses soldats ; la reine aurait alors fait une ultime tentative pour éviter la guerre et réclamé que Cyrus libère les otages ; mais son fils, honteux de s'être laissé prendre ignominieusement, se serait suicidé ; comprenant que toute solution pacifique était impossible, la reine s'était résolue à livrer bataille. En 529 avant l'ère chrétienne, à l'issue de violents combats au cours desquels Cyrus trouva la mort, les Massagètes triomphèrent des Perses. Selon Hérodote, la reine fit rechercher la dépouille de son ennemi, lui fit couper la tête qu'elle ordonna de plonger dans une outre remplie de sang humain. L'historien antique conclut toutefois sur cet avertissement : « On raconte diversement la mort de Cyrus ; pour moi, je me suis borné à ce qui m'a paru le plus vraisemblable. »
Ce récit est en effet contredit par les versions de la mort de Cyrus données par des auteurs comme Xénophon (Cyropédie), il est néanmoins repris par Valère Maxime (Actions et paroles mémorables, livre IX) dans un chapitre intitulé « De la vengeance », par Justin qui attribue la mort du fils de Tomyris à Cyrus, ainsi que Ptolémée de Lucques dans De Regimine principum (3.8.3.).  
L'épisode de la chute du conquérant orgueilleux et le traitement humiliant réservé à sa dépouille font de l'épisode un exemplum que les poètes et les moralistes citent volontiers, ainsi Lucien de Samosate (v. 120–après 180), dans « Charon ou les contemplateurs »
 « Comme il y a là de quoi rire ! Et cependant on ose à peine les regarder, ces potentats superbes et méprisants. Qui croirait que tout à l'heure celui-ci sera fait prisonnier, et que celui-là aura la tête dans une outre pleine de sang ? ». Pendant plusieurs siècles, la mort de Cyrus fait l'objet de mentions succinctes, comme celle que lui consacre Sidoine Apollinaire (Caius Sollius Apollinaris Sidonius) (430-486) dans ses Carmina (IX) ou Dante dans son Purgatoire (xii), comme exemplum de la fugacité de la gloire.
Tomyris apparaît dans une œuvre anonyme du début du XIVe siècle, le Speculum humanae salvationis, en compagnie des héroïnes bibliques Yaël et Judith, comme exemple de la Force terrassant le mal. Boccace (1313 – 1375) fait lui aussi de Tomyris une héroïne positive dans son De mulieribus claris, recueil de biographies de femmes illustres ; cette version  « féministe»  inspire Christine de Pizan (1364 – vers 1430), qui consacre un passage élogieux à la reine dans  La Cité des dames (XVII « Où il est question de Thomyris, reine des amazones »), aux côtés d'autres héroïnes dont la bravoure et les exploits guerriers démontrent que la Force (Fortitudo), vertu cardinale, n'est pas l'apanage des hommes. Boccace inspire aussi Eustache Deschamps (vers 1340 – vers 1404) qui la sélectionne avec Penthésilée et Sémiramis pour former un trio d'héroïnes païennes dans la série des neuf preuses, pendants féminins des Neuf Preux. Certains auteurs, comme Jean Marot, le suivront dans cette voie. Tomyris joue un rôle important dans le roman de Mme de Scudéry Artamène ou le Grand Cyrus (1649). Si le récit d'Hérodote inspire à Philippe Quinault une intrigue romanesque sans rapport avec le récit de l'historien antique (La Mort de Cyrus, 1656), au XVIIIe siècle, Marie-Anne Barbier exploite la veine de l'héroïsme féminin en lui consacrant une tragédie, Tomyris. 
Thomyris, Queen of Scythia, créé le 1er avril 1707 à Londres, est un opéra de Johann Christoph Pepusch sur un livret de Pierre-Antoine Motteux.

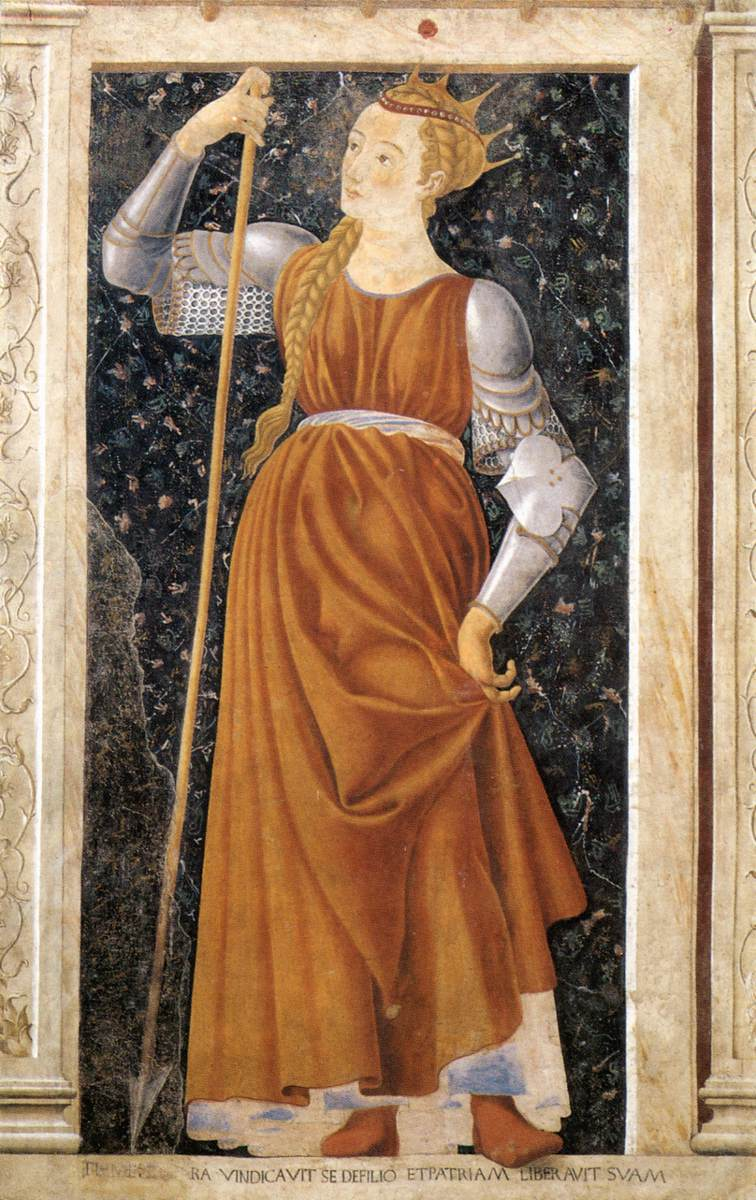
Par Andrea del Castagno.
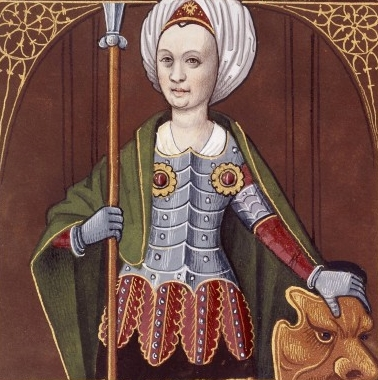
Tomyris, reine légendaire des Massagètes célèbre pour avoir décapité Cyrus le Grand. Miniature extraite de la collection De mulieribus claris de Boccace. XVe – XVIe siècle.
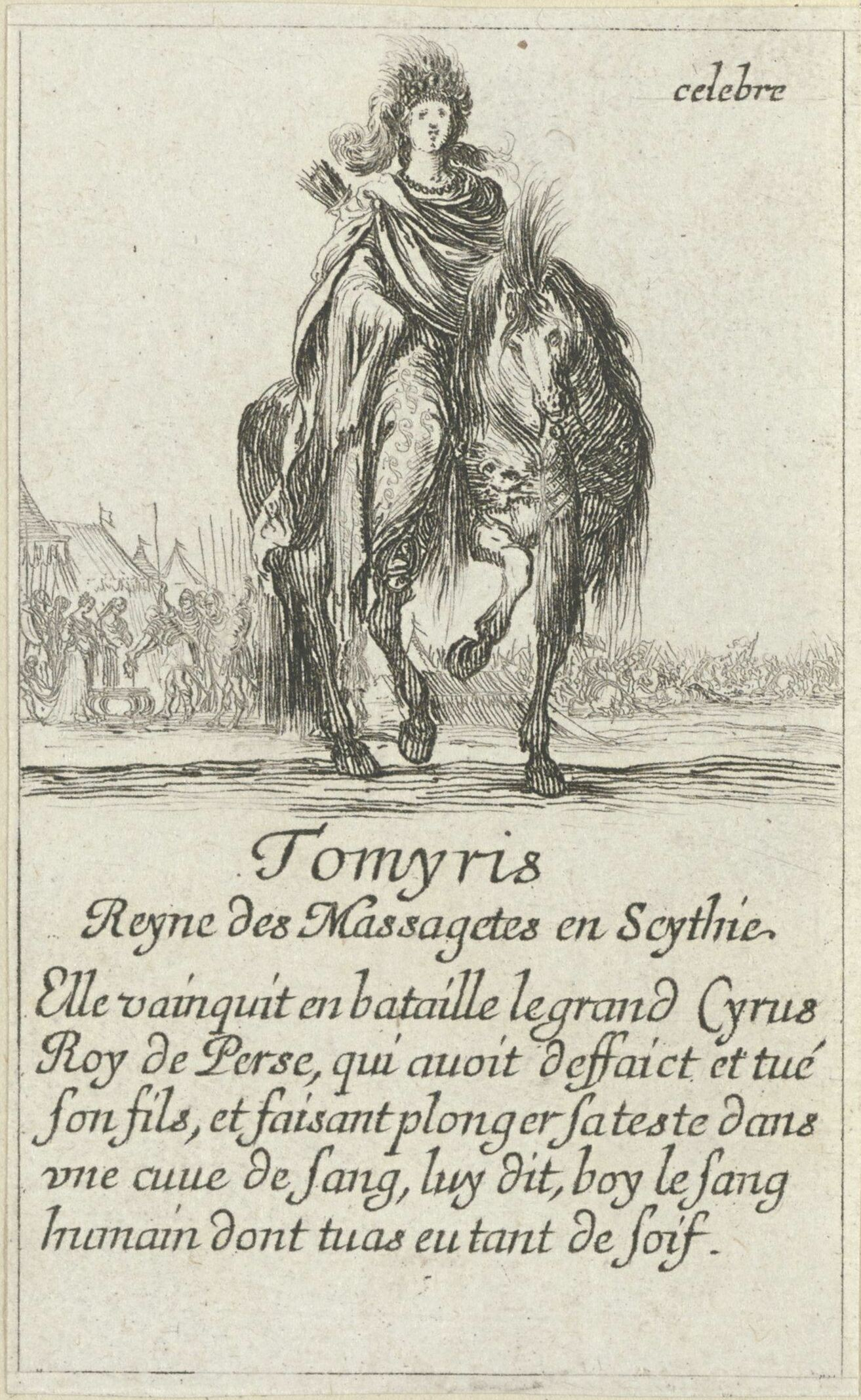
Tomyris dans le Jeu des Reines renommées, l'un des jeux de cartes pédagogiques à l'usage du jeune roi de France Louis XIV commandés par Mazarin en 1644 à Jean Desmarets de Saint-Sorlin et Stefano Della Bella.

## Postérité

### Littérature moderne
Les écrivains Gil Prou et Oksana font revivre l'histoire de Tomyris dans leur roman Tomyris et le labyrinthe de cristal paru chez Midgard en 2013.

### Dans les arts plastiques

#### Peinture
La popularité du thème de Boccace inspire les peintres humanistes érudits. L'épisode de la mort de Cyrus rejoint la série d’exempla mettant en scène des femmes fortes, les viragos, mais reste moins populaire auprès des artistes que Judith tranchant la tête d'Holopherne ou Yaël enfonçant un clou dans le crâne de Sisra. Vers 1450, Andrea del Castagno représente les femmes illustres décrites par Boccace, dont Tomyris, dans une fresque aujourd'hui conservée à la galerie des offices de Florence. 
Il existe des représentations de la scène par Frans Francken II, Joos van Winghe, Luca Ferrari, Mattia Preti (1613-1699) (Thomyris, musée du Louvre) et le musée des beaux-arts de Boston conserve un tableau de Pierre Paul Rubens, La Reine Tomyris devant la tête de Cyrus. La copie anonyme conservée en Espagne porte au bas du tableau une légende en latin : « Satia te sanguine quem semper sitisti »: « Rassasie-toi du sang dont tu as toujours été assoiffé.» La vengeance de Tomyris (« de wraak van Tomirys »), 1610, tableau de Pieter Pieters (huile sur toile) est au Musée du Franc de Bruges (Belgique).
Sujet de concours pour le prix de Rome de 1776 remporté par François-Guillaume Ménageot, l'épisode restera populaire jusqu'à la fin du XIXe siècle, comme en témoigne le Tomyris et Cyrus de Gustave Moreau (Musée Gustave Moreau, Paris). 

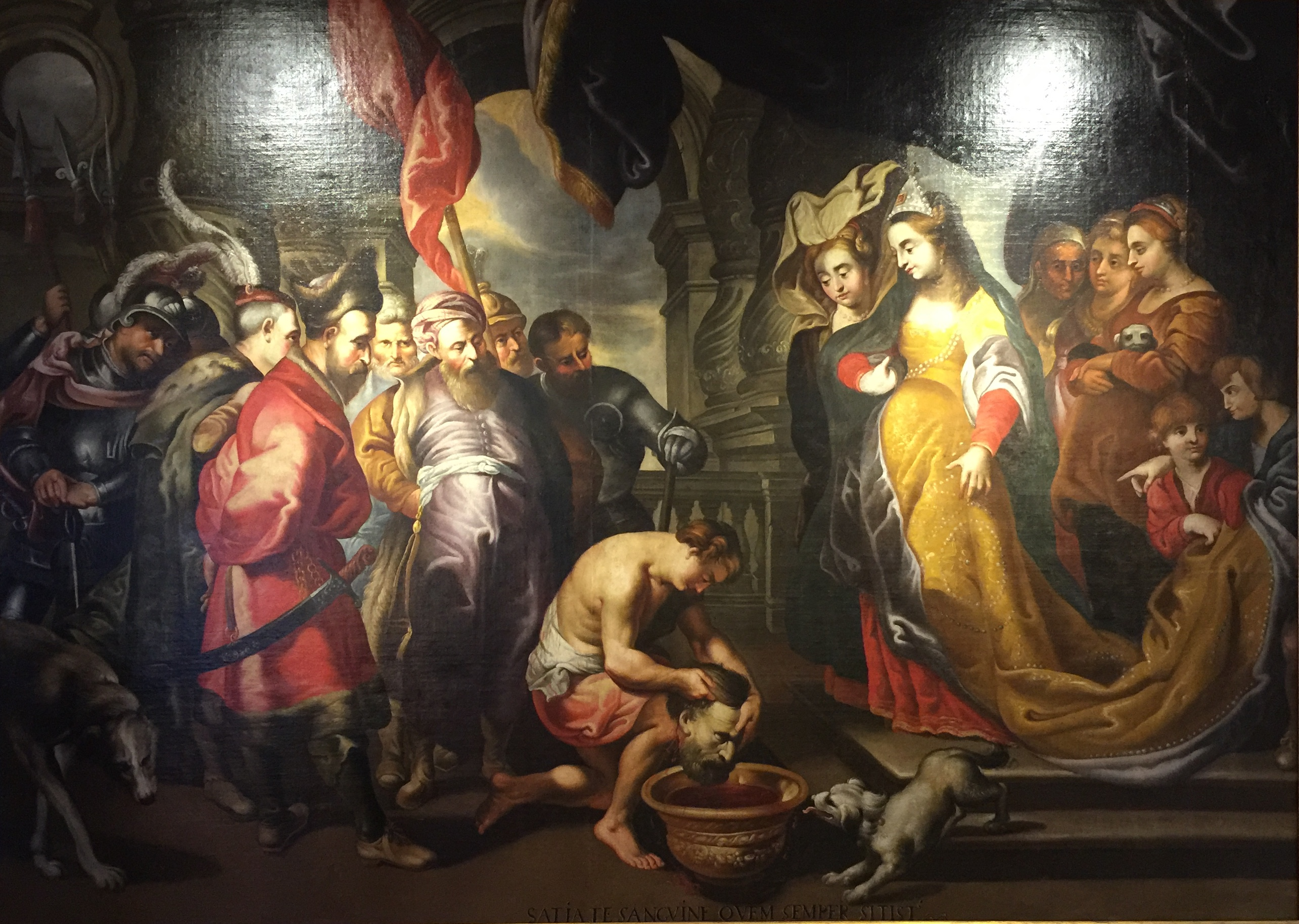
Tomyris trempe dans le sang la tête de Cyrus. Copie anonyme d'un tableau de Rubens. Almodi de Xàtiva.

#### Art contemporain
- Tomyris figure parmi les 1 038 femmes référencées dans l'œuvre d’art contemporain The Dinner Party (1979) de Judy Chicago. Son nom y est associé à Boadicée[10],[11].

### Astronomie
(590) Tomyris, astéroïde du système solaire découvert le 4 mars 1906 par l'astronome allemand Max Wolf, porte son nom.

### Film
Le film kazakh Tomiris,d´Akan Satayev sorti en 2019, et en 2020 en VOD en France, reprend l’histoire de la légendaire guerrière. Destinée à devenir grande reine de la steppe, elle va devoir affronter de nombreuses épreuves pour reconquérir son royaume. Après avoir survécu au massacre qui a décimé ses proches, elle tentera d’unir les tribus des Scythes et des Sakas pour gagner le combat et vaincre les envahisseurs.

### Autres
Tomyris apparaît dans le jeu vidéo Civilization VI en tant que dirigeante de la civilisation scythe. Elle est également l'un des leaders dans les cartes du jeu de société 7 Wonders.